# IPad Air 2
iPad Air 2 – tablet produkcji amerykańskiej firmy Apple. Jest to szósta generacja iPada o rozmiarze 9,7 cala.

## Historia
iPad Air 2 został zaprezentowany 16 października 2014 roku i był pierwszym iPadem obsługującym Touch ID.

## System Operacyjny
iPad Air 2 oryginalnie był sprzedawany z systemem iOS 8. 8 czerwca 2015 roku na WWDC ogłoszono wsparcie iOS 9 dla iPada Air 2.